# Sirsha
Sirsha è una suddivisione dell'India, classificata come census town, di 5.215 abitanti, situata nel distretto di Bardhaman, nello stato federato del Bengala Occidentale. In base al numero di abitanti la città rientra nella classe V (da 5.000 a 9.999 persone).

## Geografia fisica
La città è situata a 23° 41' 00 N e 87° 18' 11 E.

## Società

### Evoluzione demografica
Al censimento del 2001 la popolazione di Sirsha assommava a 5.215 persone, delle quali 2.905 maschi e 2.310 femmine. I bambini di età inferiore o uguale ai sei anni assommavano a 625, dei quali 320 maschi e 305 femmine. Infine, coloro che erano in grado di saper almeno leggere e scrivere erano 3.457, dei quali 2.186 maschi e 1.271 femmine.